# Habropogon appendiculatus
Habropogon appendiculatus là một loài ruồi trong họ Asilidae. Habropogon appendiculatus được Schiner miêu tả năm 1867. Loài này phân bố ở vùng Cổ Bắc giới.